# 吉布提簽證政策
所有前往吉布提的访客，除非他们来自下面提到的免签证国家之一，必须在抵达吉布提时或从吉布提驻外机构处获得签证。

## 免签证
持有下列护照访问吉布提的旅客无需提前办理签证，可无限期停留：
| 国家和地区   | 普通护照         | 外交/官员/公务护照 |
| ------------ | ---------------- | ------------------ |
| 中国         | 须加注“因公”字样 | 是                 |
| 香港         | 否               | 是                 |
| 澳門         | 否               | 是                 |
| 新加坡       | 是               | 是                 |
| 沙烏地阿拉伯 | 否               | 是                 |

## 落地签证（已停止签发）
抵达时由吉布提移民局决定是否签发。持有有效期至少为6个月护照的乘客，可在抵达时获得落地签。他们必须持有回程机票或前往第三国的机票。持有签证可停留最多1个月，3个月或6个月
自2018年5月1日起，落地签不再签发。

## 电子签证
2018年2月18日，吉布提政府为外国访客導入了一个电子签系统，旨在取代落地签系统。访客可申请有效期为3天的过境签或有效期为31天的单次入境签证。持有自到达之日起护照有效期至少为6个月的访客可在抵达时获得落地签，并且必须持有回程机票或前往第三国的机票和住宿证明。电子签仅用于旅游或商业目的。

## 限制
- 厄立特里亚护照持有人禁止入境或过境